# The Magical Revolution of the Reincarnated Princess and the Genius Young Lady
The Magical Revolution of the Reincarnated Princess and the Genius Young Lady (転生王女と天才令嬢の魔法革命, Tensei ōjo to tensai reijō no mahō kakumei) est une série de light novel japonaise écrite par Piero Karasu et illustrée par Yuri Kisaragi. Elle est initialement publiée en ligne par son auteur sur le site Shōsetsuka ni narō entre février 2019 et août 2021. Ses droits sont ensuite acquis par Fujimi Shobo qui édite la série depuis janvier 2020 sous le label Fujimi Fantasia Bunko. Une adaptation en manga dessinée par Harutsugu Nadaka est prépubliée dans le magazine Dengeki Maoh de ASCII Media Works depuis juillet 2020. Une adaptation en série d'animation produite par le studio Diomedéa est diffusée entre janvier et mars 2023.

## Synopsis
Anisphia est une princesse d'un royaume de fantasy ayant conservé les souvenirs de sa vie antérieure dans notre monde. Par accident, elle assiste à la scène de son frère Algard rompant ses fiançailles avec sa fiancée, une jeune noble du nom d'Euphyllia. Cette dernière déchue de son titre de prochain monarque du royaume, Anisphia l'invite à la rejoindre pour faire des recherches sur la magie avec elle et planifier un moyen de restaurer sa réputation.

## Personnages

### Principaux
Anisphia "Anis" Wynn Palettia (アニスフィア・ウィン・パレッティア, Anisufia Win Parettia)
Voix japonaise : Sayaka Senbongi
Elle est la protagoniste principale et la première princesse du royaume de Palettia. Elle a toujours aimé la magie mais, étant réincarnée depuis la Terre, elle ne peut pas l'utiliser elle-même. Pour compenser, elle s'est donc tournée vers la science et a utilisé les connaissances de sa vie antérieure pour inventer toutes sortes d'outils magiques. Elle est également une lesbienne déclarée. Alors que ses excentricités amènent les autres à la considérer comme une enfant à problèmes qui a imposé ses responsabilités à son jeune frère, Algard, elle pense en fait à son pays et à son peuple plus que quiconque, cédant le trône parce qu'elle est sincèrement convaincue qu'elle ne serait pas une bonne souveraine. Après un combat contre un dragon, elle est frappée d'une malédiction qui la transforme lentement en dragon.
Euphyllia "Euphu" Magenta (ユフィリア・マゼンタ, Yufiria Mazenta) / Euphyllia "Euphy" Fes Palettia (ユフィリア・フェズ・パレッティア, Yufiria Fezu Parettia)
Voix japonaise : Manaka Iwami
Une noble de haut rang et l'ex-fiancée d'Algard. Après qu'il a publiquement rompu leurs fiançailles, l'accusant de s'en être prise à Lainie, par laquelle il est attiré, elle garde une phobie des hommes. Bien que douée en magie et en politique, elle s'est isolée avec son attitude perfectionniste. Elle s'ouvre lentement après avoir été recueillie par Anisphia et commence même à développer des sentiments romantiques envers elle. Elle est ensuite adoptée par la famille royale après avoir accompli un pacte spirituel et devient éligible au trône, afin qu'il ne soit pas imposé à Anisphia après le désaveu d'Algard. Cependant, le rituel a également fait d'elle un esprit dépendant de l'énergie magique pour survivre, qu'elle prend à Anisphia par des baisers.
Ilia Coral (イリア・コーラル, Iria Kōraru)
Voix japonaise : Ai Kakuma
La servante d'Anisphia. Elle lui est profondément loyale, ayant été aidée par elle dans le passé, et partage avec elle un lien plus proche de la sororité que de la relation maîtresse-servante.
Lainie Cyan (レイニ・シアン, Reini Shian)
Voix japonaise : Hina Yōmiya
Une roturière devenue noble et la dulcinée d'Algard à laquelle Euphie est accusée à tort de s'en être prise. Lainie est en réalité une vampire, qui dégage constamment un charme rendant les gens amoureux d'elle, sans en être consciente. Elle est recueillie par Anisphia afin d'apprendre à contrôler ses capacités, ce qu'elle fait en travaillant pour elle comme servante. Cependant, l'éveil à sa vraie nature provoque également la manifestation de son besoin de sang, qu'Ilia l'aide à apaiser en la laissant sucer le sien, l'amenant à développer des sentiments romantiques pour elle.

### Secondaires
Tilty Claret (ティルティ・クラーレット, Tiruti Kurāretto)
Voix japonaise : Yū Sasahara
Une noble de rang inférieur et la meilleure amie d'Anisphia, plutôt sarcastique et directe. Elle est née avec une magie puissante qui l'a rendue mentalement instable, faisant croire aux gens qu'elle était « maudite » jusqu'à ce qu'Anisphia mette au point un médicament limitant sa puissance magique. En conséquence, elle se met à développer elle-même des médicaments et soutient souvent Anisphia dans ses recherches.
Orfans II Palletia (オルファンス・イル・パレッティア, Orufansu iru parettia)
Le père d'Anisphia et le roi du royaume de Palettia. Bien qu'il se soucie sincèrement de ses enfants, ses devoirs royaux l'obligent à faire passer son pays en premier. La tension exercée par sa position a eu un impact négatif sur sa santé, le faisant paraître plus vieux qu'il ne l'est en réalité et l'obligeant à prendre des pilules en raison de maux d'estomac réguliers.
Sylphine Maise Palettia (シルフィーヌ・メイズ・パレッティア, Shirufīnu Meizu parettia)
La mère d'Anisphia et la reine du royaume de Palettia. Bien que jeune en apparence, elle était une guerrière redoutable et a élevé ses enfants selon ses méthodes spartiates, ce qui fait d'elle la seule personne qu'Anisphia craint. Cependant, elle se soucie beaucoup de ses enfants et s'adoucit considérablement après le coup d'État manqué d'Algard, croyant avoir échoué en tant que mère.
Grantz  Magenta (グランツ・マゼンタ, Gurantsu Mazenta)
Le père d'Euphyllia et le premier ministre du royaume de Palettia. Il a initialement une relation tendue avec sa fille, mais, après l'annulation de ses fiançailles, il comprend qu'il avait des attentes impossibles à satisfaire et s'excuse, ce qui améliore considérablement leur relation. Cependant, il est ensuite contraint de couper les ponts avec sa fille lorsqu'elle est adoptée par la famille royale pour des raisons politiques.
Lumielle (ルミエル, Rumieru)
L'ancêtre de la famille royale du Royaume de Palettia. Bien qu'elle semble avoir à peu près le même âge qu'Anisphia puisqu'elle a conclu une alliance spirituelle, elle est en fait une humaine devenue esprit qui a près de mille ans.

### Antagonistes
Algard "Allie" Von Palettia (アルガルド・ボナ・パレッティア, Arugarudo Bona Parettia)
Voix japonaise : Shogo Sakata
Le frère cadet d'Anisphia et le prince héritier du royaume de Palettia, sa sœur ayant renoncé à son droit au trône. Il est également l'ex-fiancé d'Euphyllia, après avoir rompu leurs fiançailles. Il est finalement révélé qu'il a toujours été jaloux de sa sœur, ce qui l'a poussé à organiser une révolution pour purger les nobles corrompus du pays. En réalité, il se servait des capacités vampiriques de Lainie pour laver le cerveau des nobles et il lui volera plus tard ses pouvoirs pour devenir lui-même un vampire. À la fin, tout en se réconciliant avec Anisphia, il est désavoué pour sa tentative de coup d'État.
Moritz Chartreuse (モーリッツ・シャルトルーズ, Mōrittsu sharutorūzu)
Fils du comte Chartreuse et ami d'Algard qu'il soutient pour rompre ses fiançailles avec Euphyllia. Il est révélé plus tard qu'il était le seul, dans le cercle intime d'Algard, à ne pas être sous le charme de Lainie et qu'il a joué un rôle actif dans la tentative de révolution du prince, ce qui lui vaut d'être arrêté après que le complot est révélé.
Comte Chartreuse (シャルトールズ伯爵, Chartreuse Hakushaku)
Le ministre de la magie qui s'oppose à tout changement menaçant l'autorité des nobles, comme les inventions d'Anisphia. Il a secrètement manipulé Algard pendant des années pour en faire un souverain fantoche sous son contrôle et a joué un rôle actif dans la tentative de révolution du prince, sans savoir que ce dernier avait l'intention de le doubler. Finalement, il est arrêté après la révélation au grand jour du complot.

## Light novel
La série écrite par Piero Karasu est initialement prépubliée en ligne entre février 2019 et août 2021 sur le site Shōsetsuka ni narō. Ses droits sont ensuite acquis par Fujimi Shobo et la série est publiée avec des illustrations de Yuri Kisaragi sous le label de light novel Fujimi Fantasia Bunko. L'édition en light novel est annoncée le 10 octobre 2019, et le premier volume paraît le 18 janvier 2020.

### Liste des volumes
| no | Japonais          | Japonais          |
| no | Date de sortie    | ISBN              |
| -- | ----------------- | ----------------- |
| 1  | 18 janvier 2020   | 978-4-04-073476-7 |
| 2  | 20 mai 2020       | 978-4-04-073691-4 |
| 3  | 20 janvier 2021   | 978-4-04-073916-8 |
| 4  | 20 août 2021      | 978-4-04-074220-5 |
| 5  | 20 août 2022      | 978-4-04-074610-4 |
| 6  | 20 janvier 2023   | 978-4-04-074846-7 |
| 7  | 20 juillet 2023   | 978-4-04-075022-4 |
| 8  | 20 février 2024   | 978-4-04-075023-1 |
| SS | 20 août 2024      | 978-4-04-075581-6 |
| 9  | 20 septembre 2024 | 978-4-04-075617-2 |
| 10 | 20 février 2025   | 978-4-04-075780-3 |
| 11 | 20 juin 2025      | 978-4-04-075939-5 |

## Manga
Une adaptation en manga dessinée par Harutsugu Nadaka est prépubliée dans le magazine Dengeki Maoh de ASCII Media Works depuis le 27 juillet 2020.

### Liste des volumes
| no | Japonais         | Japonais          |
| no | Date de sortie   | ISBN              |
| -- | ---------------- | ----------------- |
| 1  | 27 janvier 2021  | 978-4-04-913655-5 |
| 2  | 27 août 2021     | 978-4-04-913896-2 |
| 3  | 10 février 2022  | 978-4-04-914251-8 |
| 4  | 26 août 2022     | 978-4-04-914551-9 |
| 5  | 27 mars 2023     | 978-4-04-914881-7 |
| 6  | 27 décembre 2023 | 978-4-04-915432-0 |
| 7  | 10 février 2025  | 978-4-04-916026-0 |

## Anime
En août 2022, une adaptation des light novels en série d'animation est annoncée. Elle est produite par Diomedéa et réalisée par Shingo Tamaki, avec des scénarios écrits par Wataru Watari, des conceptions de personnages gérées par Naomi Ide, des conceptions de créatures par Tsutomu Miyazawa et une musique composée par Moe Hyūga. La série commence sa diffusion le 4 janvier 2023 et se termine le 22 mars 2023 sur AT-X et plusieurs autres chaînes de télévision japonaise. La chanson thème d'ouverture intitulée Arc-en-ciel est interprétée par Hanatan, tandis que la chanson thème de fin Only for You est interprétée par Sayaka Senbongi et Manaka Iwami,. Crunchyroll diffuse la série hors de l'Asie. Muse Communication diffuse la série en Asie du Sud et du Sud-Est.

### Liste des épisodes
| No | Titre français                                                      | Titre japonais       | Titre japonais                      | Date de 1re diffusion |
| No | Titre français                                                      | Kanji                | Rōmaji                              | Date de 1re diffusion |
| -- | ------------------------------------------------------------------- | -------------------- | ----------------------------------- | --------------------- |
| 1  | La révolution magique de la princesse et de la demoiselle           | 王女と令嬢の魔法革命 | Ōjo to reijō no mahō kakumei        | 4 janvier 2023        |
| 2  | En faire son assistante ou comment joindre l'utile à l'agréable     | 趣味と実益の助手獲得 | Shumi to jitsueki no joshu kakutoku | 11 janvier 2023       |
| 3  | L'épée arc-en-ciel source d'admiration et de souvenirs              | 憧憬と追憶の虹霓魔剣 | Dōkei to tsuioku no kōgei maken     | 18 janvier 2023       |
| 4  | La princesse et l'enfant perdu, déclarant leur détermination        | 姫様と迷子の決意表明 | Hime-sama to maigo no ketsui hyōmei | 25 janvier 2023       |
| 5  | Le dopant et l'épée pour pourfendre le dragon                       | 魔薬と魔剣の魔竜討伐 | Mayaku to maken no maryū tōbatsu    | 1er février 2023      |
| 6  | En quête de la vérité sur les fiançailles rompues et l'homme charmé | 破談と魅了の真相究明 | Hadan to miryō no shinsō kyūmei     | 8 février 2023        |
| 7  | La conférence en magicologie de son inventrice et de son assistante | 開祖と助手の魔学講演 | Kaiso to joshu no magaku kōen       | 15 février 2023       |
| 8  | La définition par la magie du monstre et du commun des mortels      | 怪物と凡愚の魔法定義 | Kaibutsu to bongu no mahō teigi     | 22 février 2023       |
| 9  | La sœur, le frère et la couronne                                    | 姉弟と誰がための王冠 | Kyōdai to dare ga tame no ōkan      | 1er mars 2023         |
| 10 | Succession entre résignation et vive émotion                        | 諦観と激情の王位継承 | Teikan to gekijō no ōi keishō       | 8 mars 2023           |
| 11 | Le pacte spirituel du désespoir et de la détermination              | 失意と決意の精霊契約 | Shitsui to ketsui no seirei keiyaku | 15 mars 2023          |
| 12 | Leur révolution magique à elles deux                                | 彼女と彼女の魔法革命 | Kanojo to kanojo no mahō kakumei    | 22 mars 2023          |

## Accueil
En janvier 2022, la série compte 180 000 exemplaires en circulation.
Le light novel reçoit principalement des critiques positives. Anime UK News attribue au premier volume une note de 8 sur 10, commentant que « Piero Karasu parvient à capturer l'équilibre délicat entre garder les choses légères et aussi émotionnelles quand il le faut. » Dans le Spring Light Novel Guide de 2022 d'Anime News Network, Roberta Silverman note que « Piero Karasu a une écriture sympathique, avec l'attirance des filles les unes pour les autres qui rend la romance vraiment lente et douce ». cependant, elle critique le fait que cela est « enterré sous trop de pages de construction et d'explication du monde ».
Dans l'Anime News Network's 2022 Spring Manga Guide, l'adaptation en manga reçoit une note de 3,5 sur 5. Roberta Silverman note que si le light novel a du mal à trouver un équilibre entre la construction du monde et les intrigues, ainsi qu'avec les trop nombreuses directions narratives qui se ressemblent toutes, ces problèmes « sont largement absents de la version manga de Harustugu Nadaka. C'est en partie simplement parce que le format manga, avec son utilisation de bulles de parole et de pensée, annule le besoin de la narration déroutante trouvée dans le livre ». Erica Friedman, fondatrice de Yuricon, note que si le premier volume du light novel l'a laissée sans inspiration, le manga était suffisamment bien fait pour qu'elle continue à lire la série : « Vous voulez savoir quelle est la grande expérience et comment Eupyllia peut aider Anisphia et vous les encouragez toutes les deux alors qu'elles se lancent dans une grande aventure. [...] maintenant je suis tentée de lire les prochains mangas pour voir ce qui se passe. »
Dans Anime Feminist, Vrai Kaiser fait l'éloge de l'adaptation animée pour sa comédie, ses personnages et l'absence de sexualisation de ses personnages, et exprime son intérêt pour la série en tant que nouvelle contribution au genre yuri après The Executioner and Her Way of Life et Otherside Picnic (en).